# Krośnice (gmina)
Pour les articles homonymes, voir Krośnice.
Krośnice est une gmina rurale du powiat de Milicz, Basse-Silésie, dans le sud-ouest de la Pologne. Son siège est le village de Krośnice, qui se situe environ 10 km au sud-est de Milicz et 45 km au nord-est de la capitale régionale Wrocław.
La gmina couvre une superficie de 178,73 km2 pour une population de 7 987 habitants.

## Géographie
La gmina est bordée par les gminy de Dobryszyce, Gorzkowice, Kamieńsk, Kodrąb et Radomsko.
La gmina contient les villages de Brzostówko, Brzostowo, Bukowice, Czarnogoździce, Czeszyce, Dąbrowa, Dziewiętlin, Grabownica, Kotlarka, Krośnice, Kubryk, Kuźnica Czeszycka, Łazy Małe, Łazy Wielkie, Łazy-Poręba, Lędzina, Luboradów, Pierstnica, Pierstnica Mała, Police, Stara Huta, Suliradzice, Świebodów, Wąbnice, Wierzchowice et Żeleźniki.